# Diane P. Koenker
Diane P. Koenker est une historienne américaine, spécialiste de l'histoire de la Russie et de l'URSS et professeur à l'Université de l'Illinois. Ses travaux s'inscrivent dans la tradition de l'école « révisionniste » en soviétologie, caractérisée par son intérêt pour l'histoire sociale « par le bas », en opposition avec l'image véhiculée par les historiens de l'école du totalitarisme d'une société civile atomisée dans l'URSS stalinienne. Diane Koenker a notamment étudié le rôle joué par la classe ouvrière au cours de la Révolution et de la guerre civile russe.

## Ouvrages
- Moscow Workers and the 1917 Revolution, 1981
- Avec William G. Rosenberg, Strikes and Revolution in Russia, 1917, 1989.
- Avec William G. Rosenberg et Ronald Grigor Suny (dir.), Party, State, and Society in the Russian Civil War: Explorations in Social History, Indiana University Press, 1989.
- Avec Eduard M. Dune, S. A. Smith, Notes of a Red Guard, 1993.
- Republic of Labor : Russian Printers and Soviet Socialism, 1918-1930, 2005.
- Avec Anne E. Gorsuch, Turizm : The Russian And East European Tourist Under Capitalism And Socialism, 2006.
- Club Red: Vacation Travel and the Soviet Dream, Cornell University Press, 2013